# Microbotryomycetes
Microbotryomycetes é uma classe de fungos do subfilo Pucciniomycotina dos Basidiomycota. Até há pouco tempo esta classe continha quatro ordens: Heterogastridiales, Leucosporidiales, Microbotryales, e Sporidiobolales. Nestas ordens incluíam-se um total de 4 famílias, 25 géneros e 208 espécies. A ordem Kriegeriales, contendo duas famílias, Kriegeriaceae e Camptobasidiaceae, foi definida em 2012.